# دفتر اطلاعات نیروی دریایی
دفتر اطلاعات نیروی دریایی (انگلیسی: Office of Naval Intelligence) آژانس اطلاعات نظامی نیروی دریایی ایالات متحده آمریکا است. این ارگان که در سال ۱۸۸۲ عمدتاً برای پیشبرد تلاشهای نوسازی نیروی دریایی تأسیس شد، قدیمی‌ترین عضو جامعه اطلاعاتی ایالات متحده آمریکا است و به عنوان منبع اصلی اطلاعات دریایی این کشور عمل می‌کند. از زمان جنگ جهانی اول، مأموریت این دفتر گسترش یافته و شامل ارائه گزارش لحظه‌ای از تحولات و فعالیت‌های نیروهای دریایی خارجی، محافظت از منابع و منافع دریایی، نظارت و مقابله با تهدیدات دریایی فراملی، پشتیبانی فنی، عملیاتی و تاکتیکی از نیروی دریایی ایالات متحده و شرکای آن و بررسی محیط دریایی جهانی است. دفتر اطلاعات نیروی دریایی بیش از ۳۰۰۰ پرسنل نظامی و غیرنظامی در سراسر جهان در استخدام خود دارد و دفتر مرکزی آن در مرکز اطلاعات ملی دریایی در سوتلندسیلور، مریلند است.